# Високо (Шенчур)
Високо (словен. Visoko) — поселення в общині Шенчур, Горенський регіон, Словенія. Висота над рівнем моря: 430,5 м.